# Tiago Gomes
Tiago Filipe Figueiras Gomes (Vila Franca de Xira, Portugal, 18 d'agost del 1985) és un exfutbolista portuguès que jugava a la posició de migcampista. Gomes va fer dues aparicions amb Portugal a nivell sub-21, la seva primera convocatòria fou el març de 2007.

## Carrera esportiva
Tiago Gomes es va iniciar en l'equip de la seva ciutat el União Esportiva Vilafranquense. Poc després va passar al planter del Benfica i va finalitzar la seva formació en l'Estoril Praia amb el qual va jugar un partit a la temporada 2003/04 a Segona divisió portuguesa. Després de passar per l'Oriental de Lisboa i Odivelas, va realitzar dues bones temporades a l'CF Estrela Amadora. La temporada 2008/09 va jugar cedit al Steaua Bucarest amb el qual va jugar a la Lliga de Campions. L'Hèrcules CF va pagar a prop de 400.000 euros de traspàs a l'CF Estrela Amadora pel jugador, a qui li va fer un contracte de tres temporades.
Va jugar en 37 partits de lliga i va marcar sis gols en la seva primera temporada, quan l'Hércules va tornar a primera divisió després d'una absència de 13 anys.
Gomes va tornar a jugar regularment a la temporada 2010-11. El 24 d'abril de 2011 es va marcar el seu primer gol en la primera divisió espanyola en la victòria per 1-0 davant el Deportivo de La Coruña, marcant un segon gol dos partits més tard davant el Racing de Santander en una derrota casolana 2-3, però l'Hèrcules va perdre la categoria en poc més d'un any.
El 24 de juliol de 2012, un cop va expirar el seu contracte amb l'Hércules, Gomes va signar un any pel Blackpool, de la Football League Championship. Va fer el seu debut en competició el 18 d'agost i jugà 56 minuts en un reeixit 2-0 davant el Millwall, i va acabar la seva primera i única temporada amb 27 partits jugats i sense.
El 14 de juny 2013 Gomes es va traslladar de nou i va signar un contracte de dos anys amb l'APOEL FC Nicòsia de Xipre. Va fer el seu debut contra el NK Maribor el 31 de juliol, amb un 1–1 a casa durant la tercer ronda de classificació de la Lliga de Campions de la UEFA. Durant la temporada 2013-14 va jugar tres partits en la fase de grups de la Lliga Europa de la UEFA, i va ajudar al seu equip a conquerir el triplet de lliga, Copa i Supercopa.
Gomes va marcar el seu primer gol oficial per l'APOEL el 21 de març de 2015, en l'empat a casa 2-2 del seu equip davant Apollon Limassol als playoffs de la Lliga. En el seu segon any va jugar tots els partits del seu equip de la campanya de la Lliga de campions.
El 25 de maig de 2015, un dia després de guanyar el seu segon doblet consecutiu, Gomes va deixar el club, ja que es va anunciar que no se li renovaria el contracte.